# میا ایگرتر
میا ایگرتر (انگلیسی: Mia Aegerter؛ زادهٔ ۹ اکتبر ۱۹۷۶) بازیگر، خواننده، و خوانندهٔ مؤلف اهل سوئیس است.